# 아키디아누스 만자엔시스
아키디아누스 만자엔시스는 아키디아누스속에 속하는 한 종이다.